# Temporada 1991-92 de los San Antonio Spurs
La temporada 1991-92 fue la decimosexta de los San Antonio Spurs en la NBA, tras la fusión de la liga con la ABA, donde había jugado nueve temporadas, seis en Dallas y tres en San Antonio. La temporada regular acabó con 47 victorias y 35 derrotas, ocupando el quinto puesto de la conferencia Oeste, clasificándose para los playoffs, en los que cayeron en primera ronda ante Phoenix Suns.

## Elecciones en elDraft
| Ronda | Puesto | Jugador     | Posición | Nacionalidad   | Universidad  |
| ----- | ------ | ----------- | -------- | -------------- | ------------ |
| 2     | 49     | Greg Sutton | Base     | Estados Unidos | Oral Roberts |

## Temporada regular
| División Medio Oeste   | División Medio Oeste | División Medio Oeste | División Medio Oeste | División Medio Oeste | División Medio Oeste | División Medio Oeste | División Medio Oeste | División Medio Oeste |
| Equipo                 | G                    | P                    | %                    | PD                   | Casa                 | Fuera                | Div                  |                      |
| ---------------------- | -------------------- | -------------------- | -------------------- | -------------------- | -------------------- | -------------------- | -------------------- | -------------------- |
| y-Utah Jazz            | 55                   | 27                   | .671                 | —                    | 37–4                 | 18–23                | 20–6                 |                      |
| x-San Antonio Spurs    | 47                   | 35                   | .573                 | 8                    | 31–10                | 16–25                | 18–8                 |                      |
| Houston Rockets        | 42                   | 40                   | .512                 | 13                   | 28–13                | 14–27                | 12–14                |                      |
| Denver Nuggets         | 24                   | 58                   | .293                 | 31                   | 18–23                | 6–35                 | 8–18                 |                      |
| Dallas Mavericks       | 22                   | 60                   | .268                 | 33                   | 15–26                | 7–34                 | 11–15                |                      |
| Minnesota Timberwolves | 15                   | 67                   | .183                 | 40                   | 9–32                 | 6–35                 | 9–17                 |                      |

## Playoffs

### Primera ronda
Phoenix Suns vs. San Antonio Spurs 
| Fecha       | Partido                                 | Ciudad      |
| ----------- | --------------------------------------- | ----------- |
| 24 de abril | Phoenix Suns 117, San Antonio Spurs 111 | Phoenix     |
| 26 de abril | Phoenix Suns 119, San Antonio Spurs 107 | Phoenix     |
| 29 de abril | San Antonio Spurs 92, Phoenix Suns 101  | San Antonio |
|             | Phoenix Suns gana las series 3-0        |             |

## Estadísticas

### Temporada regular
| Rk | Jugador         | Edad | P  | PT | MP   | TC  | TCI  | %TC  | T3  | T3I | %T3  | TL  | TLI | %TL   | RO  | RD  | RT   | AS  | RB  | TAP | BP  | FP  | PTS  |
| -- | --------------- | ---- | -- | -- | ---- | --- | ---- | ---- | --- | --- | ---- | --- | --- | ----- | --- | --- | ---- | --- | --- | --- | --- | --- | ---- |
| 1  | Sean Elliott    | 23   | 82 | 82 | 38.0 | 6.3 | 12.7 | .494 | 0.3 | 1.0 | .305 | 3.5 | 4.0 | .861  | 1.7 | 3.6 | 5.4  | 2.6 | 1.0 | 0.4 | 1.9 | 1.8 | 16.3 |
| 2  | David Robinson  | 26   | 68 | 68 | 37.7 | 8.7 | 15.8 | .551 | 0.0 | 0.1 | .125 | 5.8 | 8.3 | .701  | 3.8 | 8.4 | 12.2 | 2.7 | 2.3 | 4.5 | 2.7 | 3.2 | 23.2 |
| 3  | Rod Strickland  | 25   | 57 | 54 | 36.0 | 5.3 | 11.6 | .455 | 0.1 | 0.3 | .333 | 3.2 | 4.6 | .687  | 1.6 | 3.0 | 4.6  | 8.6 | 2.1 | 0.3 | 2.8 | 2.1 | 13.8 |
| 4  | Willie Anderson | 25   | 57 | 55 | 33.1 | 5.5 | 12.0 | .455 | 0.2 | 1.0 | .232 | 1.9 | 2.4 | .775  | 1.1 | 4.2 | 5.3  | 5.3 | 0.9 | 0.9 | 2.5 | 2.6 | 13.1 |
| 5  | Terry Cummings  | 30   | 70 | 67 | 30.7 | 7.3 | 15.0 | .488 | 0.1 | 0.2 | .385 | 2.5 | 3.6 | .711  | 3.5 | 5.5 | 9.0  | 1.5 | 0.8 | 0.5 | 1.6 | 3.0 | 17.3 |
| 6  | Avery Johnson   | 26   | 20 | 14 | 23.2 | 2.8 | 5.4  | .509 | 0.1 | 0.3 | .200 | 1.2 | 1.6 | .750  | 0.3 | 1.5 | 1.8  | 5.0 | 1.1 | 0.2 | 2.3 | 2.2 | 6.8  |
| 7  | Antoine Carr    | 30   | 81 | 27 | 23.0 | 4.4 | 9.0  | .490 | 0.0 | 0.1 | .200 | 2.0 | 2.6 | .764  | 1.6 | 2.7 | 4.3  | 0.8 | 0.4 | 1.2 | 1.4 | 3.3 | 10.9 |
| 8  | Vinnie Johnson  | 35   | 60 | 23 | 22.5 | 3.4 | 8.3  | .405 | 0.3 | 1.0 | .317 | 0.9 | 1.4 | .647  | 1.1 | 1.9 | 3.0  | 2.4 | 0.7 | 0.2 | 1.2 | 1.6 | 8.0  |
| 9  | Tom Garrick     | 25   | 19 | 5  | 19.7 | 2.3 | 4.9  | .473 | 0.0 | 0.1 | .000 | 0.5 | 0.8 | .625  | 0.4 | 1.7 | 2.2  | 3.3 | 1.1 | 0.1 | 1.6 | 1.7 | 5.2  |
| 10 | Trent Tucker    | 32   | 24 | 0  | 17.3 | 2.5 | 5.4  | .465 | 0.8 | 2.0 | .396 | 0.7 | 0.8 | .800  | 0.3 | 1.2 | 1.5  | 1.1 | 0.9 | 0.1 | 0.6 | 1.6 | 6.5  |
| 11 | Sidney Green    | 31   | 80 | 1  | 14.1 | 1.8 | 4.3  | .427 | 0.0 | 0.0 |      | 0.9 | 1.1 | .820  | 1.2 | 3.1 | 4.3  | 0.5 | 0.4 | 0.1 | 0.8 | 1.9 | 4.6  |
| 12 | Paul Pressey    | 33   | 56 | 7  | 13.6 | 1.1 | 2.9  | .373 | 0.1 | 0.4 | .143 | 0.5 | 0.7 | .683  | 0.4 | 1.3 | 1.7  | 2.5 | 0.5 | 0.3 | 1.1 | 1.5 | 2.7  |
| 13 | Jud Buechler    | 23   | 11 | 0  | 12.7 | 1.4 | 2.7  | .500 | 0.0 | 0.0 |      | 0.3 | 0.8 | .333  | 0.5 | 1.5 | 2.0  | 1.0 | 0.7 | 0.3 | 0.5 | 1.6 | 3.0  |
| 14 | Donald Royal    | 25   | 60 | 4  | 12.0 | 1.3 | 3.0  | .449 | 0.0 | 0.0 |      | 1.5 | 2.2 | .692  | 1.1 | 1.0 | 2.1  | 0.6 | 0.4 | 0.1 | 0.7 | 1.2 | 4.2  |
| 15 | Greg Sutton     | 24   | 67 | 2  | 9.0  | 1.4 | 3.6  | .388 | 0.4 | 1.3 | .292 | 0.5 | 0.7 | .756  | 0.1 | 0.6 | 0.7  | 1.4 | 0.4 | 0.1 | 1.0 | 1.7 | 3.7  |
| 16 | Tony Massenburg | 24   | 1  | 0  | 9.0  | 1.0 | 5.0  | .200 | 0.0 | 0.0 |      | 0.0 | 0.0 |       | 0.0 | 0.0 | 0.0  | 0.0 | 0.0 | 0.0 | 0.0 | 2.0 | 2.0  |
| 17 | Sean Higgins    | 23   | 6  | 0  | 6.0  | 0.7 | 2.5  | .267 | 0.0 | 0.2 | .000 | 1.2 | 1.2 | 1.000 | 0.3 | 1.0 | 1.3  | 0.7 | 0.3 | 0.0 | 0.7 | 1.0 | 2.5  |
| 18 | Morlon Wiley    | 25   | 3  | 0  | 4.3  | 1.0 | 1.7  | .600 | 0.0 | 0.0 |      | 0.0 | 0.0 |       | 0.0 | 0.3 | 0.3  | 0.3 | 0.0 | 0.0 | 0.0 | 1.0 | 2.0  |
| 19 | Tom Copa        | 27   | 33 | 1  | 4.0  | 0.7 | 1.2  | .550 | 0.0 | 0.0 |      | 0.1 | 0.4 | .308  | 0.4 | 0.7 | 1.1  | 0.1 | 0.1 | 0.2 | 0.2 | 0.9 | 1.5  |
| 20 | Steve Bardo     | 23   | 1  | 0  | 1.0  | 0.0 | 0.0  |      | 0.0 | 0.0 |      | 0.0 | 0.0 |       | 1.0 | 0.0 | 1.0  | 0.0 | 0.0 | 0.0 | 0.0 | 0.0 | 0.0  |

### Playoffs
| Rk | Jugador        | Edad | P | PT | MP   | TC   | TCI  | %TC  | T3  | T3I | %T3  | TL  | TLI | %TL   | RO  | RD  | RT   | AS  | RB  | TAP | BP  | FP  | PTS  |
| -- | -------------- | ---- | - | -- | ---- | ---- | ---- | ---- | --- | --- | ---- | --- | --- | ----- | --- | --- | ---- | --- | --- | --- | --- | --- | ---- |
| 1  | Sean Elliott   | 23   | 3 | 3  | 45.7 | 6.3  | 13.3 | .475 | 1.7 | 2.7 | .625 | 5.3 | 6.0 | .889  | 1.3 | 3.0 | 4.3  | 2.7 | 1.0 | 1.3 | 2.0 | 2.0 | 19.7 |
| 2  | Terry Cummings | 30   | 3 | 3  | 40.7 | 11.3 | 22.0 | .515 | 0.0 | 0.3 | .000 | 3.3 | 6.7 | .500  | 5.0 | 6.3 | 11.3 | 2.3 | 1.3 | 1.3 | 2.3 | 3.0 | 26.0 |
| 3  | Rod Strickland | 25   | 2 | 2  | 40.0 | 6.5  | 11.0 | .591 | 0.0 | 0.0 |      | 2.5 | 4.0 | .625  | 0.0 | 3.5 | 3.5  | 9.5 | 1.5 | 1.0 | 3.0 | 4.0 | 15.5 |
| 4  | Antoine Carr   | 30   | 3 | 3  | 36.3 | 8.0  | 14.7 | .545 | 0.3 | 0.7 | .500 | 3.3 | 5.3 | .625  | 2.7 | 5.0 | 7.7  | 1.0 | 0.7 | 3.7 | 1.3 | 4.7 | 19.7 |
| 5  | Vinnie Johnson | 35   | 3 | 0  | 23.0 | 3.7  | 8.0  | .458 | 0.7 | 1.3 | .500 | 0.3 | 0.7 | .500  | 1.0 | 1.7 | 2.7  | 2.3 | 1.7 | 0.3 | 1.7 | 2.3 | 8.3  |
| 6  | Donald Royal   | 25   | 3 | 2  | 19.0 | 1.7  | 3.0  | .556 | 0.0 | 0.0 |      | 1.7 | 3.0 | .556  | 1.7 | 2.3 | 4.0  | 0.0 | 0.7 | 0.7 | 2.0 | 2.3 | 5.0  |
| 7  | Sidney Green   | 31   | 3 | 0  | 15.7 | 1.0  | 3.3  | .300 | 0.0 | 0.0 |      | 1.0 | 1.3 | .750  | 1.7 | 2.0 | 3.7  | 0.7 | 0.0 | 0.0 | 0.7 | 2.0 | 3.0  |
| 8  | Paul Pressey   | 33   | 3 | 2  | 15.3 | 2.0  | 6.0  | .333 | 0.3 | 0.7 | .500 | 0.0 | 0.0 |       | 0.3 | 0.7 | 1.0  | 1.0 | 1.0 | 0.3 | 1.7 | 3.0 | 4.3  |
| 9  | Trent Tucker   | 32   | 3 | 0  | 12.7 | 2.0  | 4.7  | .429 | 0.3 | 1.7 | .200 | 0.3 | 0.3 | 1.000 | 0.3 | 0.7 | 1.0  | 0.7 | 0.0 | 0.0 | 1.0 | 1.0 | 4.7  |
| 10 | Greg Sutton    | 24   | 2 | 0  | 7.5  | 1.0  | 3.0  | .333 | 0.0 | 1.0 | .000 | 1.5 | 1.5 | 1.000 | 0.0 | 0.0 | 0.0  | 1.0 | 0.5 | 0.5 | 0.0 | 1.5 | 3.5  |

## Galardones y récords
| Jugador        | Galardón                                                                                      |
| David Robinson | Mejor Defensor de la NBA Mejor quinteto de la NBA Mejor quinteto defensivo de la NBA All-Star |